# 科隆达讷
科隆达讷（法語：Colondannes，法語發音：[kɔlɔ̃dan]）是法国克勒兹省的一个市镇，位于该省西北部，属于盖雷区。

## 地理
科隆达讷（46°17'21"N, 1°36'41"E）面积10.7 平方千米，位于法国新阿基坦大区克勒兹省，该省份为法国中部省份，位于法國中央高原西北部，北起安德尔省和谢尔省，西接维埃纳省，南至科雷兹省，东临多姆山省，东北与阿列省接壤。
与科隆达讷接壤的市镇（或旧市镇、城区）包括：丹勒帕莱斯泰勒、纳亚、萨尼亚、圣莱热布里德雷。
科隆达讷的时区为UTC+01:00、UTC+02:00（夏令时）。

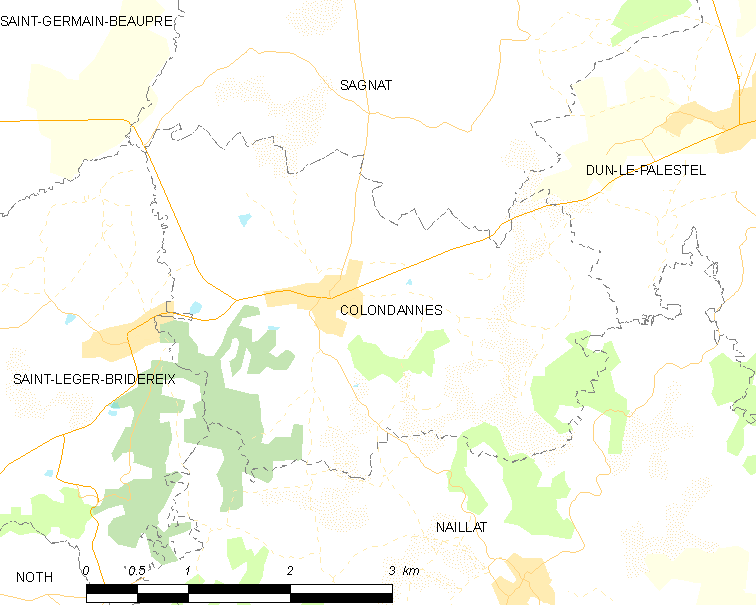
科隆达讷的OSM定位图

## 行政
科隆达讷的邮政编码为23800，INSEE市镇编码为23065。

## 政治
科隆达讷所属的省级选区为丹勒帕莱斯泰勒县。

## 交通
克勒兹省省道D15线、D49线和D951线在境内交汇。

## 人口

1962-2008年间科隆达讷人口变化图示

科隆达讷于2022年1月1日时的人口数量为288人。